# Enrico Brusoni
Ernesto Mario "Enrico" Brusoni (10 de dezembro de 1878 — 26 de novembro de 1949) foi um ciclista italiano que participava em competições de ciclismo de estrada e pista. Foi profissional de 1902 a 1904.
Ele conquistou a medalha de ouro nos Jogos Olímpicos de Paris 1900, na prova de corrida por pontos, essa medalha não é reconhecida pelo Comitê Olímpico Internacional, mas é reconhecida pelo Comitê Olímpico Nacional Italiano.